# Касильяс, Икер
И́кер Каси́льяс Ферна́ндес (исп. Iker Casillas Fernández; род. 20 мая 1981, Мостолес, Мадрид, Испания) — испанский футболист, выступавший на позиции вратаря. Экс-капитан национальной сборной Испании. Чемпион мира (2010) и двукратный чемпион Европы (2008 и 2012). Признаётся одним из лучших вратарей всех времён. В составе мадридского «Реала» пять раз выигрывал чемпионат Испании, дважды Кубок Испании и четырежды Суперкубок страны; на европейском и международном клубном уровне трижды побеждал в Лиге чемпионов, дважды выигрывал Суперкубок УЕФА и по одному разу Межконтинентальный кубок и клубный чемпионат мира. В составе «Порту» два раза выигрывал чемпионат Португалии и по одному разу Кубок Португалии и Суперкубок Португалии.
Является пятикратным обладателем награды лучшему вратарю мира по версии МФФИИС (2008, 2009, 2010, 2011, 2012). В 2000 году Икер стал обладателем трофея Браво, по итогам сезона 2007/08 стал обладателем трофея Саморы. В 2010 году на чемпионате мира в ЮАР получил награду «Золотая перчатка», став лучшим голкипером турнира. Шесть раз входил в символическую команду года по версии УЕФА (2007, 2008, 2009, 2010, 2011, 2012), пять раз входил в символическую сборную мира по версии МФФИИС (2008, 2009, 2010, 2011, 2012). На чемпионатах Европы в 2008 и 2012 годах и на чемпионате мира 2010 года входил в символическую сборную турниров.
Один из немногих футболистов, выигрывавших как молодёжное первенство мира, так и взрослый чемпионат мира. Один из трёх человек, выигрывавших чемпионат мира, чемпионат Европы и Лигу чемпионов в качестве капитана (наряду с немцем Францем Беккенбауэром и французом Дидье Дешамом). Вице-рекордсмен сборной Испании по количеству сыгранных матчей (167).

## Клубная карьера

### «Реал Мадрид»
Икер Касильяс Фернандес родился 20 мая 1981 года в Мадриде и большую часть карьеры провёл в «Реале», куда попал в 8-летнем возрасте. Касильяс выступал в составе испанских сборных, которые победили в Кубке Меридиана и молодёжном первенстве мира в 1999 году. В сезоне 1999/2000 Касильяс заявил о себе в полный голос: он заменил травмированного Бодо Иллгнера и помог мадридцам победить в финале Лиги чемпионов УЕФА с «Валенсией». Вскоре Касильяс растерял форму, что позволило Сесару стать основным вратарём «Реала», но Икер вернул себе место в стартовом составе, заменив ветерана в финале Лиги чемпионов УЕФА 2001/02 с «Байером». Выйдя на поле, Касильяс сделал серию прекрасных «сейвов» и помог «Реалу» выиграть со счетом 2:1. Сезон 2002/03 голкипер вновь провел в статусе первого номера, не получив ни одной травмы, и защищал честь клуба в 15 матчах Лиги чемпионов и 38 поединках национального первенства, по итогам которого «Реал» вернул себе звание чемпиона.
В сезоне 2003/04 Икер пропустил лишь одну встречу, но это не спасло «королевский клуб»: «Реал Мадрид» не сумел отстоять чемпионский титул и уступил в финале Кубка Испании. С сезона 2010/11 стал капитаном команды. В сезоне Лиги чемпионов 2011/12 «Реал» дошёл до полуфинала, соперником испанцев была мюнхенская «Бавария». Первый матч в Мюнхене «Реал» проиграл (1:2), а в ответном матче смог победить (2:1) и дойти до серии пенальти. Криштиану Роналду и Кака не реализовали свои удары, но два отбитых Касильясом пенальти возродили интригу. В практически решающем ударе Серхио Рамос не сумел забить, и «Реал» вылетел в полуфинале. Выиграл золото чемпионата Испании вместе с «Реалом» в сезоне 2011/12.

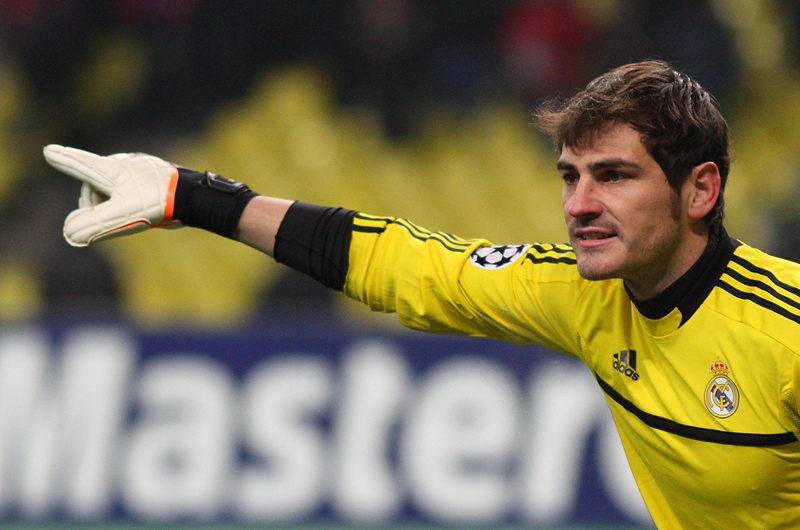
Касильяс во время игры за «Реал Мадрид», 2012 год

22 декабря 2012 года в матче 17-го тура против «Малаги» Касильяс впервые за долгое время остался на скамейке запасных по решению главного тренера «Реала» — Жозе Моуриньо. Место в воротах занял Антонио Адан. Моуриньо прокомментировал рокировку голкиперов так: 
Это было техническое решение, решение тренера. Тренер анализирует ситуацию и игроков, которые имеются в наличии, а затем выбирает состав на игру. Это техническое решение. Можно придумывать истории, которые вы хотите, но это решение техническое, не более того. Я рассчитываю лишь на своё мнение. На мой взгляд, Адан лучше, чем Касильяс, на данный момент
 В матче «Реал» потерпел поражение со счетом 2:3. На следующий матч чемпионата против «Реал Сосьедада» Икер также остался в запасе. Однако вышел уже на восьмой минуте матча, после того как Адан получил красную карточку за фол последней надежды. 23 января в матче Кубка Испании с «Валенсией» Касильяс получил травму руки. У вратаря сборной Испании был диагностирован перелом первой пястной кости левой руки. Вследствие травмы Икеру сделали операцию. Касильяс выбыл из строя на срок до 12 недель, об этом сообщил хирург Мигель дель Серро, делавший операцию. В конце февраля Икер сообщил о том, что вернется в строй через месяц.
В июле 2015 года официальный сайт «Реала» сообщил, что клуб и «Порту» пришли к соглашению о переходе Касильяса в португальскую команду в качестве свободного агента. Голкипер сказал следующее на прощальной пресс-конференции, дав волю эмоциям:

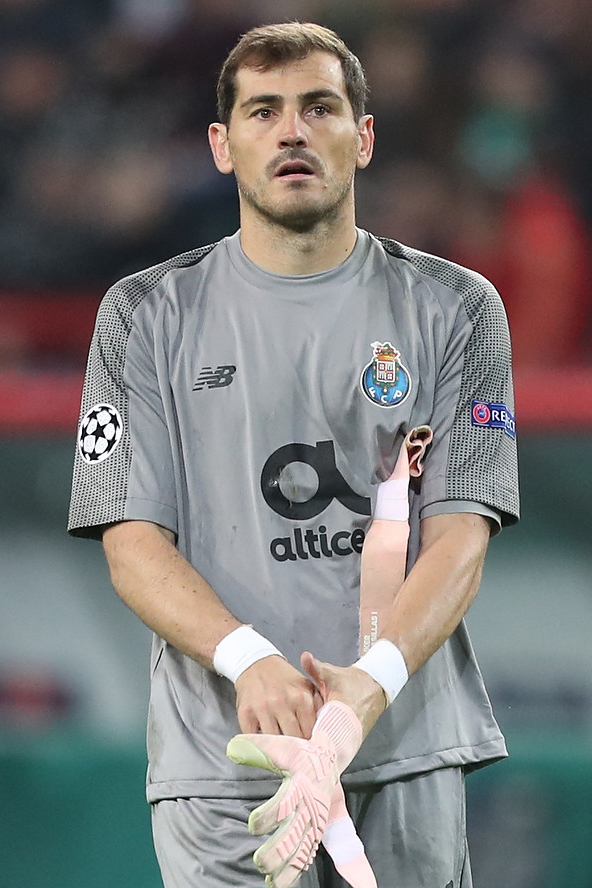
Касильяс в составе «Порту»

«Спасибо за честь быть капитаном „Реала“ и возможность поднимать трофеи над головой. Надеюсь, что меня здесь будут помнить не только как хорошего или плохого вратаря, а прежде всего как достойного человека!»

### «Порту»
Дебютировал 18 июля 2015 года в контрольном матче против немецкого «Дуйсбурга» (2:0). Первый матч в чемпионате провёл 15 августа против «Витории Гимарайнш» (3:0). 20 октября 2017 года был переведен в запас. Такое решение тренерский штаб принял в связи с тем, что голкипер пользовался телефоном, находясь в расположении команды, несмотря на соответствующий запрет.
В марте 2019 года продлил контракт с клубом. 1 мая 2019 года на тренировочной базе «Порту» перенёс инфаркт. 1 июля прошел предсезонное медобследование с командой и вернулся к тренировкам. 8 августа был заявлен на новый сезон. 4 августа 2020 года завершил футбольную карьеру.

## Карьера в сборной
Карьера за национальную сборную началась с выступления за сборную Испании по футболу (до 17 лет). В 16 лет он стал самым молодым игроком в сборной Испании, занявшей третье место на чемпионате мира среди юношеских команд 1997. Позже стал капитаном сборной. Два года спустя выиграл чемпионат мира по футболу среди молодёжных команд 1999 и Кубок Меридиана.

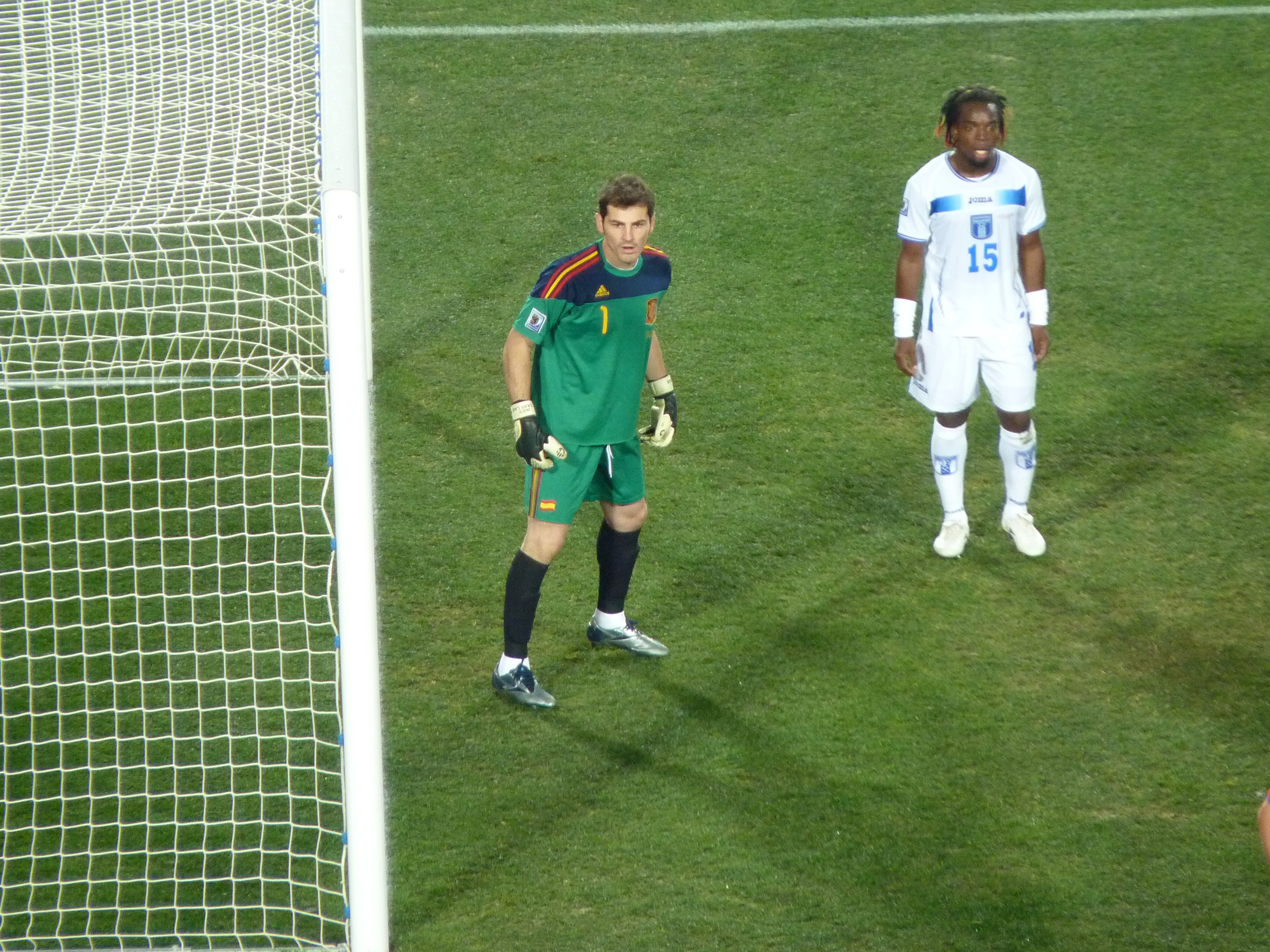
Касильяс в составе сборной Испании на чемпионате мира 2010

3 июня 2000 года дебютировал в сборной Испании в матче против Швеции в возрасте 19 лет и 14 дней. На Евро-2000 отправился в качестве запасного вратаря, на поле не выходил. Два года спустя на чемпионате мира в Японии и Корее Касильяс должен был стать дублёром Сантьяго Каньисареса. Но перед началом турнира Каньисарес получил травму и выбыл из состава. Должность основного голкипера сборной доверили Икеру Касильясу. В игре с ирландцами в 1/8 финала сыграл решающую роль в победе команды, отразив в серии послематчевых пенальти два удара. В четвертьфинале во время игры против Южной Кореи совершил сейв, который ФИФА оценила как один из десяти лучших сейвов всех времен.
В благодарность за игру против Ирландии и совершённые в серии пенальти сэйвы власти Мостолеса даже решили увековечить имя Икера Касильяса, присвоив его имя одной из городских улиц.
В квалификации Евро-2004 отыграл 8 поединков, где пропустил всего 4 гола, участвовал в двух стыковых матчах и сохранил свои ворота в неприкосновенности в поединке в Осло. В финальной стадии турнира Касильяс также был основным голкипером испанцев.

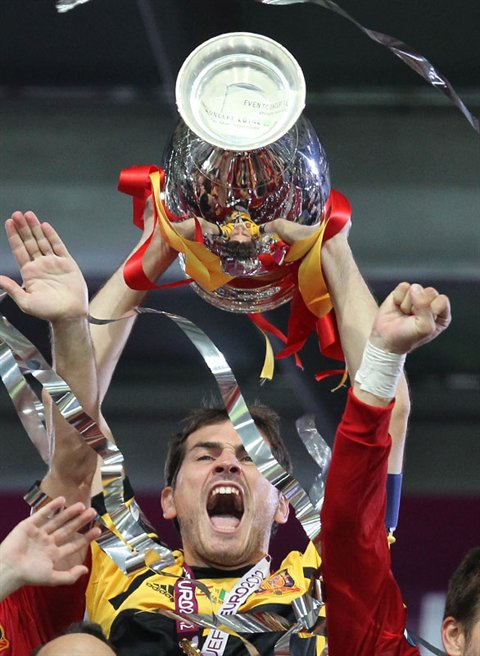
Икер Касильяс с Кубком Анри Делоне после победы на Евро-2012

На чемпионате мира 2006 Касильяс снова был основным голкипером национальной сборной, причём дважды уже в статусе её капитана. На чемпионате Европы 2008 был капитаном сборной, сыграл все матчи на турнире, кроме не решавшего ничего поединка с Грецией, и выиграл золотые медали. На ЧМ-2010 также был капитаном, сыграл все матчи и стал чемпионом мира. Был признан ФИФА лучшим вратарем турнира.
На Евро-2012 также сыграл все матчи своей сборной в качестве капитана и вновь стал чемпионом Европы. На кубке конфедераций 2013 в финальном матче с хозяевами турнира бразильцами пропустил 3 безответных гола.
На ЧМ-2014 Касильяс в первом групповом матче с Голландией (1:5) пропустил 5 мячей. Следующий матч против сборной Чили действующие чемпионы мира проиграли со счётом 0:2 и потеряли шансы на выход в плей-офф. В ничего уже не решавшем матче против сборной Австралии Икер просидел на скамейке запасных, а его команда победила 3:0. Касильяс попал в заявку на Евро-2016 во Франции, однако ни одного там не сыграл, уступив место в воротах Давиду Де Хеа. Действующие чемпионы Европы выступили неудачно, вылетев на стадии 1/8 финала от Италии 0:2. После этого Касильяс завершил карьеру в сборной.

## Личная жизнь
В 2009 году начал встречаться с испанской спортивной телеведущей Сарой Карбонеро. 20 марта 2016 года Касильяс и Карбонеро поженились. У них двое сыновей: Мартин (род. 3 января 2014) и Лукас (род. 2 июня 2016). 12 марта 2021 года пара объявила о расставании после 12 лет вместе.
В 2007 году Касильяс снялся в полнометражном фильме режиссёра Жауме Серры «Гол 2: Жизнь как мечта», где исполнил роль-камео, то есть самого себя. В течение 11 лет Икер выступал в бутсах и перчатках фирмы Reebok, но 12 января 2012 года он подписал 5-летний контракт с Adidas и стал одним из лиц бренда. В родном городе Касильяса Мостолесе мэр города предложил переименовать проспект Спорта в проспект имени Икера Касильяса, что и было сделано 5 января 2012. В 2018 году Касильяс принял участие в международном форуме «Футбол для дружбы» в Москве и поддержал программу с участием 211 стран, входящих в ФИФА.
Является сторонником Лунного заговора.

## Статистика выступлений

### Клубная
| Клуб             | Сезон            | Чемпионат | Чемпионат | Кубки | Кубки | Еврокубки | Еврокубки | Другие | Другие | Итого | Итого |
| Клуб             | Сезон            | Игры      | ГП        | Игры  | ГП    | Игры      | ГП        | Игры   | ГП     | Игры  | Голы  |
| ---------------- | ---------------- | --------- | --------- | ----- | ----- | --------- | --------- | ------ | ------ | ----- | ----- |
| Реал Мадрид      | 1999/00          | 27        | 25        | 5     | 1     | 12        | 19        | 3      | 5      | 47    | -50   |
| Реал Мадрид      | 2000/01          | 34        | 37        | 0     | 0     | 11        | 15        | 2      | 4      | 47    | -56   |
| Реал Мадрид      | 2001/02          | 25        | 27        | 5     | 5     | 9         | 6         | 1      | 0      | 40    | -38   |
| Реал Мадрид      | 2002/03          | 38        | 42        | 0     | 0     | 15        | 21        | 2      | 1      | 55    | -64   |
| Реал Мадрид      | 2003/04          | 37        | 50        | 2     | 1     | 9         | 10        | 2      | 2      | 50    | -63   |
| Реал Мадрид      | 2004/05          | 37        | 30        | 0     | 0     | 10        | 11        | 0      | 0      | 47    | -41   |
| Реал Мадрид      | 2005/06          | 37        | 38        | 4     | 6     | 7         | 7         | 0      | 0      | 48    | -51   |
| Реал Мадрид      | 2006/07          | 38        | 40        | 0     | 0     | 7         | 10        | 0      | 0      | 45    | -50   |
| Реал Мадрид      | 2007/08          | 36        | 32        | 0     | 0     | 8         | 13        | 2      | 6      | 46    | -51   |
| Реал Мадрид      | 2008/09          | 38        | 52        | 0     | 0     | 7         | 10        | 2      | 5      | 47    | -67   |
| Реал Мадрид      | 2009/10          | 38        | 35        | 0     | 0     | 8         | 9         | 0      | 0      | 46    | -44   |
| Реал Мадрид      | 2010/11          | 35        | 32        | 8     | 2     | 11        | 6         | 0      | 0      | 54    | -40   |
| Реал Мадрид      | 2011/12          | 37        | 31        | 4     | 6     | 10        | 7         | 2      | 5      | 53    | -49   |
| Реал Мадрид      | 2012/13          | 19        | 17        | 3     | 0     | 5         | 8         | 2      | 4      | 29    | -29   |
| Реал Мадрид      | 2013/14          | 2         | 2         | 9     | 1     | 13        | 9         | 0      | 0      | 24    | -12   |
| Реал Мадрид      | 2014/15          | 32        | 35        | 0     | 0     | 10        | 9         | 5      | 2      | 47    | -46   |
| Реал Мадрид      | Всего            | 510       | 525       | 40    | 22    | 152       | 170       | 23     | 34     | 725   | -751  |
| Порту            | 2015/16          | 32        | 28        | 0     | 0     | 8         | 11        | 0      | 0      | 40    | -39   |
| Порту            | 2016/17          | 33        | 16        | 0     | 0     | 10        | 7         | 0      | 0      | 43    | -23   |
| Порту            | 2017/18          | 20        | 10        | 8     | 6     | 3         | 3         | 0      | 0      | 31    | -19   |
| Порту            | 2018/19          | 31        | 19        | 0     | 0     | 10        | 15        | 1      | 1      | 42    | -35   |
| Порту            | 2019/20          | 0         | 0         | 0     | 0     | 0         | 0         | 0      | 0      | 0     | -0    |
| Порту            | Всего            | 116       | 73        | 8     | 6     | 31        | 36        | 1      | 1      | 156   | -116  |
| Всего за карьеру | Всего за карьеру | 626       | 598       | 48    | 28    | 183       | 206       | 24     | 35     | 881   | -867  |

### В сборной
| Сборная          | Год              | Товарищеские | Товарищеские | Чемпионат мира | Чемпионат мира | Чемпионат Европы | Чемпионат Европы | Кубок конфедераций | Кубок конфедераций | Итого | Итого |
| Сборная          | Год              | Игры         | ГП           | Игры           | ГП             | Игры             | ГП               | Игры               | ГП                 | Игры  | Голы  |
| ---------------- | ---------------- | ------------ | ------------ | -------------- | -------------- | ---------------- | ---------------- | ------------------ | ------------------ | ----- | ----- |
| Испания          | 2000             | 3            | 3            | 3              | 2              | 0                | 0                | 0                  | 0                  | 6     | -5    |
| Испания          | 2001             | 3            | 2            | 2              | 0              | 0                | 0                | 0                  | 0                  | 5     | -2    |
| Испания          | 2002             | 4            | 1            | 5              | 5              | 2                | 0                | 0                  | 0                  | 11    | -6    |
| Испания          | 2003             | 3            | 1            | 1              | 2              | 6                | 4                | 0                  | 0                  | 10    | -7    |
| Испания          | 2004             | 6            | 3            | 3              | 1              | 3                | 2                | 0                  | 0                  | 12    | -6    |
| Испания          | 2005             | 1            | 0            | 9              | 4              | 0                | 0                | 0                  | 0                  | 10    | -4    |
| Испания          | 2006             | 4            | 3            | 3              | 4              | 3                | 5                | 0                  | 0                  | 10    | -12   |
| Испания          | 2007             | 1            | 0            | 0              | 0              | 8                | 3                | 0                  | 0                  | 9     | -3    |
| Испания          | 2008             | 7            | 1            | 2              | 0              | 6                | 2                | 0                  | 0                  | 15    | -3    |
| Испания          | 2009             | 4            | 1            | 5              | 4              | 0                | 0                | 4                  | 4                  | 13    | -9    |
| Испания          | 2010             | 5            | 7            | 7              | 2              | 3                | 3                | 0                  | 0                  | 15    | -12   |
| Испания          | 2011             | 7            | 5            | 0              | 0              | 4                | 2                | 0                  | 0                  | 11    | -3    |
| Испания          | 2012             | 7            | 1            | 3              | 1              | 6                | 1                | 0                  | 0                  | 16    | -3    |
| Испания          | 2013             | 4            | 0            | 2              | 0              | 0                | 0                | 3                  | 4                  | 9     | -4    |
| Испания          | 2014             | 3            | 0            | 2              | 7              | 3                | 2                | 0                  | 0                  | 8     | -9    |
| Испания          | 2015             | 1            | 0            | 0              | 0              | 4                | 0                | 0                  | 0                  | 5     | 0     |
| Испания          | 2016             | 2            | 0            | 0              | 0              | 0                | 0                | 0                  | 0                  | 2     | 0     |
| Всего за сборную | Всего за сборную | 67           | 29           | 47             | 32             | 48               | 24               | 7                  | 8                  | 167   | −88   |

## Достижения

### Командные
«Реал Мадрид»
- Чемпион Испании (5): 2000/01, 2002/03, 2006/07, 2007/08, 2011/12
- Обладатель Кубка Испании (2): 2010/11, 2013/14
- Обладатель Суперкубка Испании (4): 2001, 2003, 2008, 2012
- Победитель Лиги чемпионов УЕФА (3): 1999/00, 2001/02, 2013/14
- Обладатель Суперкубка УЕФА (2): 2002, 2014
- Обладатель Межконтинентального кубка: 2002
- Победитель Клубного чемпионата мира: 2014

«Порту»
- Чемпион Португалии (2): 2017/18, 2019/20
- Обладатель Кубка Португалии: 2019/20
- Обладатель Суперкубка Португалии: 2018

Сборная Испании
- Победитель молодёжного чемпионата мира: 1999
- Чемпион Европы (до 16 лет): 1997
- Обладатель Кубка Меридиана: 1999
- Чемпион мира: 2010
- Чемпион Европы (2): 2008, 2012
- Бронзовый призёр Кубка конфедераций: 2009
- Серебряный призёр Кубка конфедераций: 2013

### Личные
- Обладатель трофея Браво: 2000

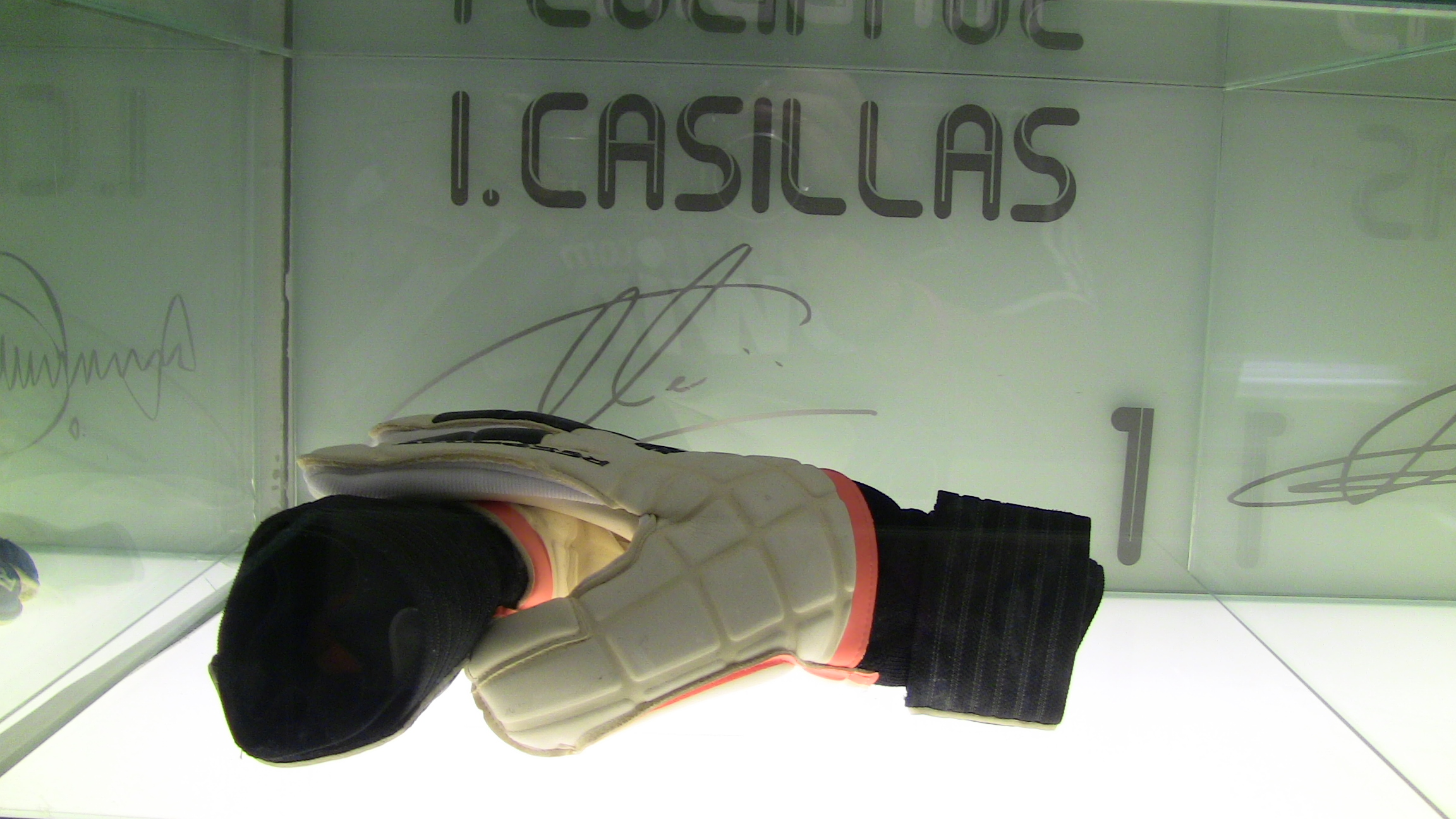
Перчатки Касильяса в клубном музее «Реала» на Сантьяго Бернабеу

- Молодой игрок года в Испании: 2000
- Лучший вратарь Европы по версии УЕФА: 2010
- Лучший вратарь мира по версии МФФИИС (5): 2008, 2009, 2010, 2011, 2012[31]
- Член символической сборной года по версии УЕФА (6): 2007, 2008, 2009, 2010[32], 2011, 2012
- Обладатель трофея Саморы: 2007/08
- Лучший вратарь Ла Лиги (2): 2008/09, 2012/13
- Лучший вратарь Примейра-лиги: 2018/19[33]
- Член символической сборной из лучших игроков чемпионата Европы (2): 2008[34], 2012
- Член символической сборной из лучших игроков мира по версии FIFPro (5): 2008, 2009, 2010, 2011, 2012
- Член символической сборной года по версии ФИФА (5): 2008[35], 2009, 2010, 2011, 2012
- Входит в символическую сборную года по версии European Sports Media: 2007/08
- Лучший вратарь чемпионата мира: 2010[36]
- Член символической сборной из лучших игроков чемпионата мира: 2010
- Золотая медаль ордена Спортивных заслуг (октябрь 2009 года)[37]
- Премия принцессы Астурийской: 2012
- Кавалер Большого креста ордена Спортивных заслуг (10 ноября 2015 года)
- Обладатель премии Golden Foot: 2017
- Премия Globe Soccer Awards за выдающуюся карьеру: 2020

### Рекорды
- Является мировым рекордсменом по количеству побед в составе сборной. Победа в финальном матче Евро-2012 над Италией, стала для Касильяса 100-й в составе сборной Испании[38].
- В сезоне 2013/14 установил рекорд в Кубке Короля: он дошёл до финала, не пропустив ни одного мяча в свои ворота, ранее это никому ещё не удавалось сделать.
- Является рекордсменом по количеству минут, проведённых на поле в матчах Лиги чемпионов. 18 марта 2014 года в игре против «Шальке 04» преодолел рубеж в 12 000 минут, обойдя своего бывшего одноклубника Рауля (11 999 минут), который, что примечательно, установил данный рекорд будучи игроком именно «Шальке 04»[39].
- Является рекордсменом по «сухим» матчам в Лиге чемпионов — 57 игр без пропущенных мячей[40].